# Nea Koutali
Nea Koutali (in greco Νέα Κούταλη?) è un ex comune della Grecia nella periferia dell'Egeo Settentrionale (unità periferica di Lemno) con 2.880 abitanti secondo i dati del censimento 2001.
È stato soppresso a seguito della riforma amministrativa, detta Programma Callicrate, in vigore dal gennaio 2011 ed è ora compreso nel comune di Lemno.
Faceva parte della Prefettura di Lesbo

## Località
Nea Koutali è suddiviso nelle seguenti comunità (i nomi dei villaggi tra parentesi):
- Angariones
- Kallithea
- Kontias
- Livadochori (Livadochori, Poliochni)
- Nea Koutali
- Pedino (Neo Pedino, Palaio Pedino, Vounaria)
- Portianou
- Tsimandria